# Hohenaspe
Hohenaspe (niederdeutsch: Hogenas) ist eine Gemeinde im Kreis Steinburg in Schleswig-Holstein.

## Geografie

### Geografische Lage
Das Gemeindegebiet von Hohenaspe erstreckt sich etwa 7,5 km nördlich von Itzehoe im Naturraum Heide-Itzehoer Geest (Haupteinheit Nr. 693) an der Bekau. Die Rolloher Bek und Mühlenbach fließen ebenfalls im Gemeindegebiet.

### Gemeindegliederung
Die Gemeinde gliedert sich in die Wohnplätze des Dorfes gleichen Namens, ein Kirchdorf, die Häusergruppe An der Bekau, die Siedlung Burendahl sowie die Hof-/Höfsiedlungen Heidkate, Hohenasperfeld, Rolloh und Ziegelei.

### Nachbargemeinden
Das Gemeindegebiet von Hohenaspe ist unmittelbar umgeben von:
|       | Drage                                       |                |
| Kaaks | Kompassrose, die auf Nachbargemeinden zeigt | Hohenlockstedt |
|       | Ottenbüttel                                 |                |

## Geschichte
Zusammen mit der Kirche wurde das Dorf Aspe erstmals 1281 erwähnt. Mit dem freistehenden hölzernen Glockenturm war und ist die auf einem Hügel errichtete St.-Michaelis-Kirche weit in der Umgebung sichtbar. Wegen dieser hervorgehobenen Lage der Kirche wurde vermutlich der Ortsname im Laufe der Zeit in Hohenaspe verändert. In der Kirche selbst ist der Markgraf Friedrich Ernst von Brandenburg-Kulmbach bestattet.
Im Jahre 1991 wurde Hohenaspe Kreissieger beim Wettbewerb Unser Dorf soll schöner werden.

## Politik

### Gemeindevertretung
Bei der Kommunalwahl am 14. Mai 2023 wurden insgesamt 13 Sitze vergeben. Von diesen erhielt die CDU sieben Sitze und die Aktive Wählergemeinschaft Hohenaspe erhielt sechs Sitze.

### Wappen
Blasonierung: „In Gold auf grünem Hügel die rote Hohenasper Kirche, vom hölzernen Glockenturm aus gesehen, im linken Obereck ein grünes Espenblatt.“
Das Espenblatt bezieht sich redend auf den Ortsnamen, da „Aspe“ die niederdeutsche Form von „Espe“ ist. Die Farben Grün und Gold weisen sowohl auf die geographische Lage zwischen Marsch und Geest als auch auf den ländlichen Charakter der Gemeinde hin.

## Sehenswürdigkeiten

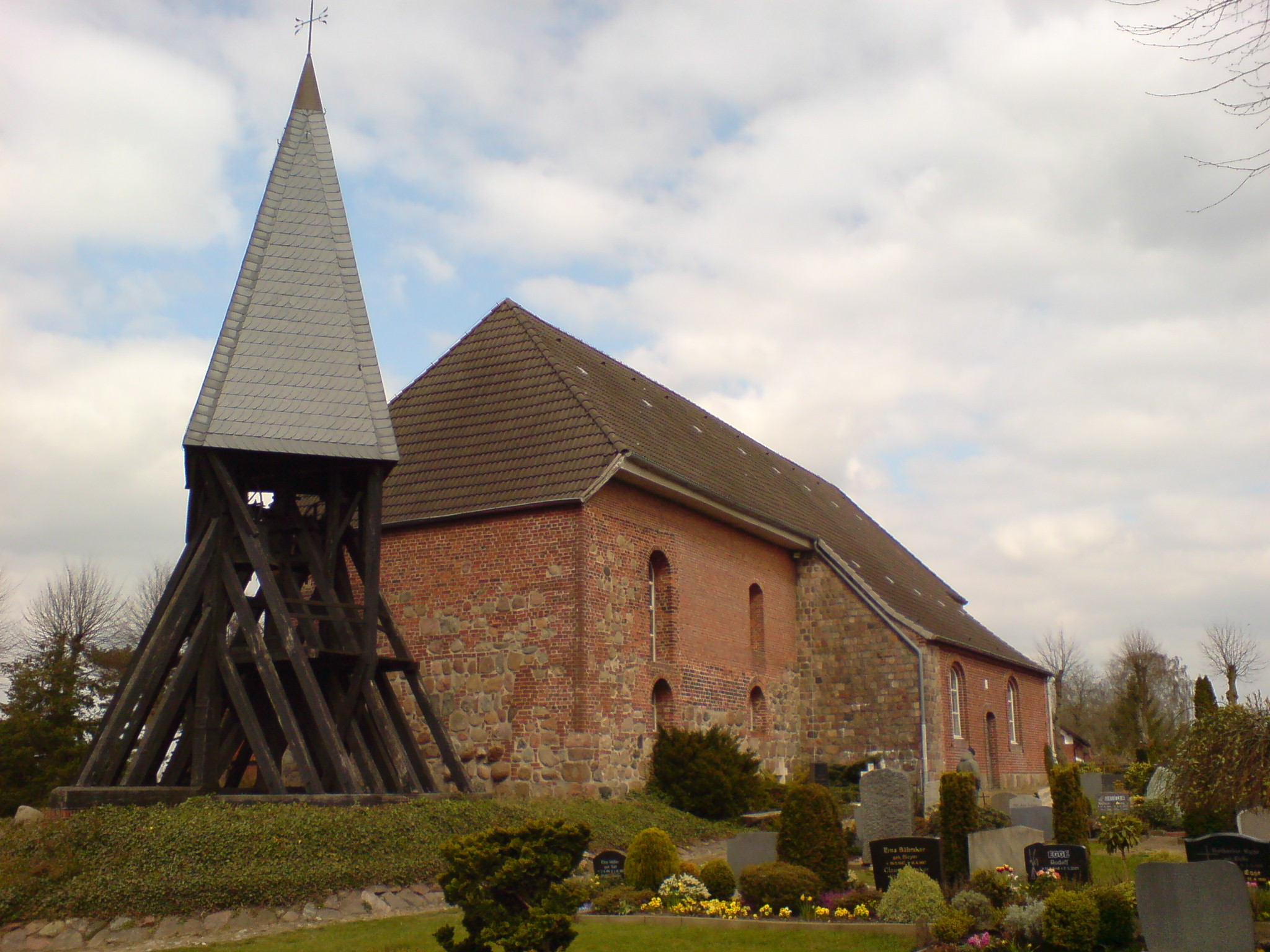
Hohenasper Kirche St. Michaelis

Die Kirche Sankt Michaelis ist unter anderem ein Baudenkmal und eingetragen in der Liste der Kulturdenkmale in Hohenaspe.

## Verkehr
Die Bundesautobahn 23 verläuft am westlichen Rand auf einem kurzen Teilstück durch die Gemarkung.

## In Hohenaspe geboren
- Christian Friedrich Georg Berwald (1740–1825), schwedischer Geiger und Musikpädagoge
- Christina Sophia Berwald (1746- nach 1840), Sängerin
- Ingo Kolboom (* 1947), deutscher Historiker, Romanist und Politikwissenschaftler